# Dolichiscus spinosetosus
Dolichiscus spinosetosus là một loài chân đều trong họ Austrarcturellidae. Loài này được Brandt miêu tả khoa học năm 1999.